# John Barclay (rugbista)
John Adam Barclay (Hong Kong, 24 settembre 1986) è un ex rugbista a 15 britannico, internazionale per la Scozia, che giocava nel ruolo di terza linea ala.

## Biografia
Appena terminate le scuole superiori, Barclay venne subito ingaggiato dai Glasgow Warriors iniziando a giocare in Celtic League. Contestualmente, nel 2005, disputò con la Scozia under-19 i campionati mondiali di categoria giocati a Durban, in Sudafrica.
Non ancora ventunenne, venne convocato nella nazionale maggiore per la Coppa del Mondo di rugby 2007, debuttando il giorno prima del suo compleanno contro la Nuova Zelanda. Fu nominato man of the match nella partita vinta 21-17 contro il Sudafrica a Murrayfield il 20 novembre 2010, seconda vittoria ottenuta contro gli Springbok in 41 anni. Lo stesso anno fu anche uno dei protagonisti della prima serie di test match vinta in 50 anni di tour, con la Scozia vincente 2-0 durante il tour in Argentina. In seguito venne incluso nella selezione impegnata a disputare la Coppa del Mondo di rugby 2011.
Dopo otto stagioni passati a Glasgow, nel 2013 John Barclay si unì alla franchigia gallese degli Scarlets, con cui vinse il Pro12 2016-17. Nel 2018 rientrò in patria, sponda Edimburgo, ma a causa della rottura del tendine di Achille poté tornare a giocare solamente nel marzo 2019.
Fu convocato per disputare la Coppa del Mondo di rugby 2019 e al termine della competizione annunciò il suo ritiro dal rugby internazionale.
Il 15 agosto 2020 annuncia il suo ritiro dal rugby.

## Palmarès
- Pro12: 1
Scarlets: 2016-17